# سانگره گرانده
سانگره گرانده (به انگلیسی: Sangre Grande) شهری در کشور ترینیداد و توباگو، استان سانگره گرانده است که جمعیت آن در سرشماری سال ۲۰۰۵ میلادی ۱۳٫۶۰۱ نفر بوده‌است.